# 齋藤利江
齋藤 利江（さいとう としえ、1939年 - ）は、昭和30年代に撮影した写真を中心に活動を行う写真家。

## 略歴
1939年、群馬県桐生市出身。10歳の時に父親からカメラをもらったことがきっかけとなり写真撮影をはじめる。中学・高校の時から複数の写真コンテストに入賞、齋藤も写真家を夢見ていたが、父親が病に倒れたため写真家になる夢を断念。また、父親は齋藤が写真家になることに強く反対し、写真のネガを全て没収した。齋藤は家業でカメラ屋を営みながらも趣味として写真撮影を続け、コンテストへの応募や写真展を開催していた。
1999年、父親の遺品整理中に、処分されたと思っていた大量のネガフィルムが見つかる。これを機に60歳から写真家としての活動をはじめ、昭和30年代の撮影した写真による写真展や雑誌の連載などを行っている。

## 著作
- 『あの日、あの時、あの笑顔』 清流出版、2001年
- 『おんぶの温もり（齋藤利江の昭和30年代シリーズ1）』 日本写真企画、2015年
- 『三丁目写真館〜昭和30年代の人・物・暮らし〜』 小学館、2018年